# Porn Star: The Legend of Ron Jeremy
Porn Star: The Legend of Ron Jeremy är en amerikansk dokumentärfilm från 2001. Den skrevs och regisserades av Scott J. McGill.

## Handling
Filmen följer porrstjärnan Ron Jeremy, med scener från hans porrfilmer, hans uppväxt och hans nuvarande liv. En av filmens större teman är Jeremys önskan att bli en riktig filmstjärna.